# EUCAP Somalia

Bandschnalle von EUCAP Nestor

Die von der Europäischen Union geführte Mission EUCAP Somalia ist eine zivile, nicht-exekutive Mission zum Aufbau ziviler maritimer Sicherheitskapazitäten der somalischen Regierung am Horn von Afrika. Damit soll unter anderem ein Beitrag zur Bekämpfung der Piraterie vor der Küste Somalias geleistet werden. Der Missionssitz liegt in der somalischen Hauptstadt Mogadischu.
Bis Dezember 2016 wurde die Mission unter dem Namen EUCAP Nestor geführt.

## Aufgabe
Ursprüngliches Mandat von EUCAP Nestor war es die ostafrikanischen Staaten Somalia, Dschibuti, Kenia, Tansania und die Seychellen in der Lage zu versetzen, eigenständig zur Sicherheit auf See beizutragen und gegen maritime Kriminalität vorzugehen. Hierzu sollten unter anderem rechtliche Rahmenbedingungen gestärkt sowie durch Ausbildung und Training personelle Kapazitäten geschaffen werden. EUCAP Nestor ergänzte damit den militärischen, exekutiven Antipiraterie-Einsatz Atalanta und die Beratungs- und Ausbildungsmission EUTM Somalia.
Seit der Umstrukturierung 2016 ist EUCAP Somalia nur noch in Somalia tätig. Hierbei trägt es zu Aufbau und Stärkung der somalischen maritimen Strafverfolgungsbehörden bei. Zentrale Aufgabe ist die Beratung von Küstenwache und Wasserschutzpolizei, insbesondere durch strategische Beratung, Betreuung und Training. Durch die Stärkung der lokalen Kapazitäten sollen die somalischen Behörden in die Lage versetzt werden, das Recht in somalischen Gewässern eigenständig durchzusetzen.

## Organisation
Missionsleiter war zunächst der französische Admiral Jacques Launay, auf den der französische Diplomat Etienne de Poncins folgte. Seit September 2016 ist die Rumänin Maria-Cristina Stepanescu Leiterin der Mission.
Das Hauptquartier befand sich zunächst in Dschibuti. Seit der Umstrukturierung ist es in Mogadischu angesiedelt. Außenstellen wurde in Hargeisa (Somaliland) und Garoowe (Puntland).
Die Mission umfasst etwa 60 internationale Experten, von denen ca. 10 Polizeiangehörige und ca. 50 zivile Angestellte sind.
Obwohl es sich um eine zivile Mission handelt, wurde bereits EUCAP NESTOR auch durch das erstmals aktivierte European Union Operations Centre mit Sitz in Brüssel unterstützt.
Das Budget umfasste für den Zeitraum Oktober 2014 bis Oktober 2015 17,9 Mio. Euro. Für den Zeitraum März 2017 bis Februar 2018 wurden 22,95 Mio. Euro veranschlagt. Für den Zeitraum Januar 2025 bis Februar 2027 wurde ein Budget von 110 Mio. Euro bewilligt.

## Rechtliche Grundlage
Die Mission geht auf einen Beschluss des Rats der Europäischen Union vom 16. Juli 2012 zurück. Das aktuelle Mandat gilt bis zum 28. Februar 2027.

## Deutsche Beteiligung
Am 15. August 2012 beschloss die deutsche Bundesregierung, sich an der Mission mit zwischenzeitlich bis zu fünf Beamten der Polizei, mit bis zu fünf Soldaten der Bundeswehr und durch zivile Experten als Berater und als Stabspersonal zu beteiligen.
Am 25. Mai 2014 wurden bei einem Selbstmordanschlag von mutmaßlich somalischen Islamisten auf das Restaurant „La Chaumière“ in Dschibuti drei Menschen getötet und mindestens 30 weitere verletzt. Darunter waren auch drei deutsche Angehörige der Mission.

## Weitere Friedensmissionen in Somalia
Neben EUCAP Somalia sind derzeit auch folgende Missionen vor Ort aktiv:
- EUTM Somalia – eine militärische, nicht-exekutive Trainingsmission der EU
- EU NAVFOR Somalia – eine militärische, exekutive Mission der EU im Golf von Aden
- UNSOM – eine politische Unterstützungsmission der UN
- AMISOM – eine militärische, exekutive Friedensmission der Afrikanischen Union